# Störnstein
Störnstein è un comune tedesco di 1 501 abitanti, situato nel land della Baviera.